# غويلفورد (كونيتيكت)
غويلفورد (بالإنجليزية: Guilford, Connecticut)‏ هي بلدة أمريكية تقع في الولايات المتحدة في كونيتيكت. يقدر عدد سكانها بـ 22,375 نسمة ومساحتها 128.7 كم2 وترتفع عن سطح البحر 17 متر.

## أعلام
- جنيفر ويستفيلد
- لافينيا ستودارد
- سكوت ديفيدسون
- سام باس وارنر
- جون غارفي
- توماس بيتس
- كيفن روشي
- دايفيد ديفيس
- فرد كينغزبيري
- رالف كيركباتريك